# Loin du Vietnam
Pour plus de détails, voir Fiche technique et Distribution.
Loin du Vietnam est un film documentaire sorti en 1967, réalisé par Chris Marker et dont les séquences sont coréalisées par Joris Ivens, Claude Lelouch, Alain Resnais, Jean-Luc Godard, Agnès Varda et William Klein.

## Synopsis
Loin du Vietnam exprime, en onze séquences, l'opposition d'un collectif de cinéastes et de techniciens du cinéma à l'intervention des États-Unis dans le conflit vietnamien. Alternant documentaire et fiction, ce film n'a qu'un seul but : montrer que la Guerre du Viêt-Nam est la guerre des riches contre les pauvres, autrement dit tout le Tiers-monde révolutionnaire, voire en quête d'indépendance, suivant le slogan scandé durant la manifestation d'avril 1967 à New York : « The rich get richer, the poor get killed » (litt. « Les riches s'enrichissent, les pauvres se font tuer »).
Les deux heures de Loin du Vietnam sont découpées en 11 épisodes :
- Bomb Hanoii (Joris Ivens)
- A Parade Is a Parade! (William Klein)
- Johnson pleure (Joris Ivens / Marceline Loridan)
- Claude Ridder (Alain Resnais)
- Flash back  (Jean Lacouture : texte)
- Caméra-œil (Jean-Luc Godard)
- Victor Charlie (Michèle Ray)
- Why We Fight (discours du général William Westmoreland)
- Fidel Castro (Roger Pic)
- Ann Uyen (William Klein)
- Vertigo (William Klein)

## Fiche technique
- Titre : Loin du Vietnam
- Réalisation (coordination) : Chris Marker
- Participation à la réalisation : Jean-Luc Godard, Joris Ivens, William Klein, Claude Lelouch, Alain Resnais, Agnès Varda
- Reportages : Michèle Ray, Roger Pic, Marceline Loridan
- Écrivains : Jean Lacouture et François Maspero
- Assistants : Didier Beaudet, Jacques Bidou, Alain Franchet, Marie-Louise Guinet, Pierre Grunstein, Florence Malraux, Roger de Monestrol, Anne Roux, Agnès Varda
- Images : Charles Bitsch, Paul Bourron, Alain Levent, Emmanuel Machuel, Bruno Muel, Théo Robichet, Kieu Tham, Bernard Zitzermann / épisode Resnais : Jean Boffety, Denys Clerval, Ghislain Cloquet, Willy Kurant
- Photographes : Michèle Bouder, Ethel Blum, Denis Goldschmidt
- Son : Antoine Bonfanti, Harald Maury, Harrik Maury, René Levert
- Musique : Hanns Eisler, Michel Fano, Philippe Capdenat, Georges Aperghis
- Récitant - Voix off : Maurice Garrel
- Montage : Albert Jurgenson, Colette Leloup (épisode Resnais), Ragnar van Leyden, Chris Marker, Valérie Mayoux, Jacqueline Meppiel, Éric Pluet, Jean Ravel
- Animation : Jean Larivière
- Banc-titre : Christian Quinson
- Scripte : Sylvette Baudrot (épisode Resnais)
- Administration : Andréa Haran
- Production : SOFRACIMA (Société franco-africaine de cinéma, plus tard La Sofra) - SLON (Société pour le lancement des œuvres nouvelles)
- Genre : Documentaire
- Durée : 116 minutes
- Date de sortie : 13 décembre 1967

En fait, comme le souligne le générique, les participants au projet sont beaucoup plus nombreux. Tout compte fait, le fichier de techniciens disponibles regroupe plus de 200 noms, dont 150 sont mis à contribution.

## Distribution
Épisode d'Alain Resnais
- Anne Bellec
- Karen Blanguernon
- Bernard Fresson
- K.S. Karol
- Jacques Sternberg
- Marie-France Mignal

## Récompense
- 1968 : Colombe d’argent au Festival international du film documentaire et du film d'animation de Leipzig

## Accueil critique
Le film est d'abord sélectionné en août 1967 au festival de Montréal, puis est programmé le 30 septembre au Lincoln Center de New York où il obtient un accueil triomphal de la part du public, mais une réaction hostile de la presse. Il est encore présenté au Festival de Londres et celui de Leipzig, en décembre.
En France, la première projection a lieu le 18 octobre 1967 à Besançon devant les ouvriers de l'usine Rhodiaceta, et s'achève par un débat en présence d'Alain Resnais, William Klein et Jacqueline Meppiel. Le 9 décembre 1967, Loin du Vietnam est présenté à Paris dans la grande salle du TNP (2000 places, complètes deux jours de suite), au Palais de Chaillot, à l'invitation de son directeur Georges Wilson et en présence de Maï Van Bo, délégué général de la République démocratique du Viêt-Nam. À l'issue de la projection, un débat est organisé entre les 2 000 spectateurs et les réalisateurs du film.
 À partir du 13 décembre, le film est programmé dans quatre salles parisiennes (Kinopanorama, Dragon, Napoléon, Septième Art), mais la mise à sac du Kinopanorama le 21 décembre par un commando armé, d'une trentaine d'individu du groupe d'extrême-droite Occident, puis plusieurs alertes à la bombe, condamnent définitivement sa diffusion dans les salles, qui dès lors a probablement dû rester confiné à quelques ciné-clubs, festivals et projections associatives.
Une copie sera restaurée en 2009, sur la base du 16 mm original.
Par ailleurs, une VHS française est parue en 1997 dans la collection "Les films de ma vie" aux Éditions Ciné Vidéo Film  et plusieurs DVD sont édités  au Japon (2001, 2005), en Italie (2007), aux États-Unis (2013) et au Brésil (2019). Pour la France, il faut attendre 2014, puis 2015.

## Genèse du film
À la suite d'une recherche de financement pour envoyer un bateau chargé de médicaments aux Vietnamiens, qui prenait appui sur l'opération Un milliard pour le Vietnam menée par Robert Bozzi, galeriste parisien, Chris Marker est contacté. Bozzi constata en effet que si les artistes participent activement à l'opération, les cinéastes ne font rien. Or Bozzi connaissait Marker par l'entremise de Claude Otzenberger, avec qui ce dernier avait travaillé sur le film Demain la Chine, en 1965. À ce contact du milieu artistique, il faut ajouter la demande pressante des étudiants de l'université de Nanterre qui souhaitaient un film pour accompagner les débats qu'ils organisaient et qui en firent la demande à Marker. Aussi, en décembre 1966, Marker réunit-il quelques amis, à savoir Alain Resnais, William Klein, Agnès Varda et sans aucun doute son mari Jacques Demy. Puis, se joignent à eux Joris Ivens et le Brésilien Ruy Guerra, tous deux séjournant alors à Paris. Enfin, Claude Lelouch, dont la renommée a éclaté grâce au succès de Un homme et une femme, Palme d'or à Cannes en 1966, apprenant l’existence du projet, demande à pouvoir participer, argumentant : « Je sais que vous n'aimez pas mes films, mais cela ne compte pas. Je suis d'accord avec ce que vous voulez faire: faisons le ensemble ». Finalement, dès janvier 1967, ce collectif de cinéastes et de techniciens réuni sous la houlette de Chris Marker se lance dans l'aventure de Loin du Vietnam.
Le financement provient d'au moins deux sources : 60 000 francs de généreux mécènes et le reste d'une chaîne de télévision de Munich, soit environ 340 000 francs pour acheter pellicule, matériel, payer les laboratoires, les voyages et les autres dépenses de fonctionnement. Pour le reste, aucun participant n'est payé. Tous travaillent bénévolement, en fonction de leur temps libre et de leurs compétences.
Au départ, le contrat avec la chaîne munichoise prévoyait « un film de fiction d'une heure et demie sur le Viêt-Nam, avec la participation d'Yves Montand et de Simone Signoret », deux amis proches de Chris Marker. Toutefois, au bout de huit mois, le résultat est tout à fait différent.
Il faut préciser, par ailleurs, que, d'une part, Marker a créé pour l'occasion la société S.L.O.N. (Service de lancement des œuvres nouvelles) en Belgique, afin de ne pas subir la censure française, et ce même si la quasi-totalité de la production se faisait, dans les faits, à Paris et en France.
D'autre part, contrairement à ce qu'on lit souvent, Agnès Varda n'a finalement pas participé au projet en tant que réalisatrice, mais a simplement collaboré. En effet, son épisode (l'histoire d'une femme bourgeoise qui découvre la guerre du Viêt-Nam et finit par devenir folle) et celui de Ruy Guerra n'ont pas été intégrés à la version finale du film, trop longs et pas assez en adéquation avec le projet final. Tous deux sont cependant crédités au générique original. Mais en 2012, Varda demandera expressément à la maison de distribution La Sofra (anciennement Sofracima) de supprimer son nom du générique. Ce qui sera fait lors de la restauration du film qui suivra. Quant à l'épisode envisagé par Jacques Demy, relatant l'idylle entre un soldat américain et une prostituée de Saïgon, il a été éliminé dès le départ.
Enfin, dernière anecdote : « Les distributeurs du film Loin du Vietnam annoncent que les membres de toutes les collectivités (partis ouvriers, syndicats, organisations de jeunesse, groupements culturels, etc...) peuvent obtenir une réduction sur le prix des places à l'entrée des salles sur simple présentation de leur carte d'adhérent ».